# Aero Ae-02
Aero Ae-02 byl prototyp československého stíhacího jednomotorového dvouplošníku z počátku 20. let 20. století. Byl to první český stíhací stroj vyvinutý ve firmě Aero a v nově vzniklém Československu. Stroj byl vyroben roku 1920, prototyp vzlétl roku 1921. K sériové výrobě nedošlo, a to i přesto, že stroj pilotovaný Josefem Novákem získal stříbrný pohár Čs. aviatického klubu na I. mezinárodním leteckém mítinku v Praze, kde se v akrobatické kategorii umístil na prvním, v rychlostní kategorii na druhém místě.

## Specifikace
Údaje podle

### Technické údaje
- Osádka: 1 (pilot)
- Délka: 5,45 m
- Rozpětí: 7,70 m
- Nosná plocha: 16,70 m²
- Prázdná hmotnost: 675 kg
- Vzletová hmotnost: 945 kg
- Pohonná jednotka: 1 × kapalinou chlazený osmiválcový vidlicový motor Hispano-Suiza 8Ba
- Výkon pohonné jednotky: 162 kW (220 k)

### Výkony
- Maximální rychlost: 225 km/h
- Cestovní rychlost: 190 km/h
- Dostup:
- Stoupavost: výstup do výše 5 000 m za 28,8 minuty
- Dolet:

### Výzbroj
- 2 × synchronizovaný kulomet Vickers ráže 7,7 mm